# Маха Вачиралонгкорн
Маха Вачиралонгкорн Бодинтхаратхеппхаяварангкун, срещано и Маха Ваджиралонгкорн Бодиндрадебаяваранкун  (на тайски: มหาวชิราลงกรณ บดินทรเทพยวรางกูร; произнася сеː [māhǎːwát͡ɕʰírāːlōŋkɔ̄ːn bɔ̄ːdīntʰrátʰêːppʰājáwárāːŋkūːn], роден на 28 юли 1952 г.) е наследник на престола на Тайланд от династията Чакри. Единственият син на крал Пхумипхон Адунядет и кралица Сирикит, баща му умира на 13 октомври 2016 г. Очакваше се скоро Маха Ваджиралонгорн да бъде коронясан, но поиска известно време да бъде в траур преди да бъде коронясан за крал.
Той се възкачил на престола на 6 декември 2016 г. Официалната коронация на крал Маха Вачиралонгкорн се бе провела на 4-6 май 2019 г. Като десетия монарх от династията Чакри, той също се титулува и като Рама X.